# Uthlede
Uthlede is een ortschaft van de Duitse gemeente Hagen im Bremischen in de deelstaat Nedersaksen. Tot 1 januari 2014 was Uthlede een zelfstandige gemeente en maakte hij deel uit van de Samtgemeinde Hagen.
Drie kilometer ten oosten van het dorp loopt de Autobahn A 27, bereikbaar via afrit 13, tussen Uthlede en Lehnstedt, circa 9 km ten zuiden van Hagen.

## Geschiedenis
Het dorp komt in 1110 als Utlidi voor het eerst in een document voor.
Van circa 1750 tot 1840 genoot Uthlede enige faam als klokkenmakersdorp. In enkele voorname huizen te Bremen staat nog een staande klok, die daarvandaan komt.
Aan het eind van de Tweede Wereldoorlog, in april 1945, dreven SS'ers en andere nazi's een groep gevangenen uit concentratiekampen, met name Concentratiekamp Farge bij Bremen, op een dodenmars door de streek, ook door Uthlede, naar Kamp Sandbostel; velen kwamen onderweg van ontbering of door mishandeling door de SS'ers om het leven. In juli 1985 liepen tientallen mensen, soms begeleid door historici, geestelijken, plaatselijke politici overlevenden en nabestaanden, dezelfde route om deze nazi-slachtoffers te gedenken.

## Afbeeldingen

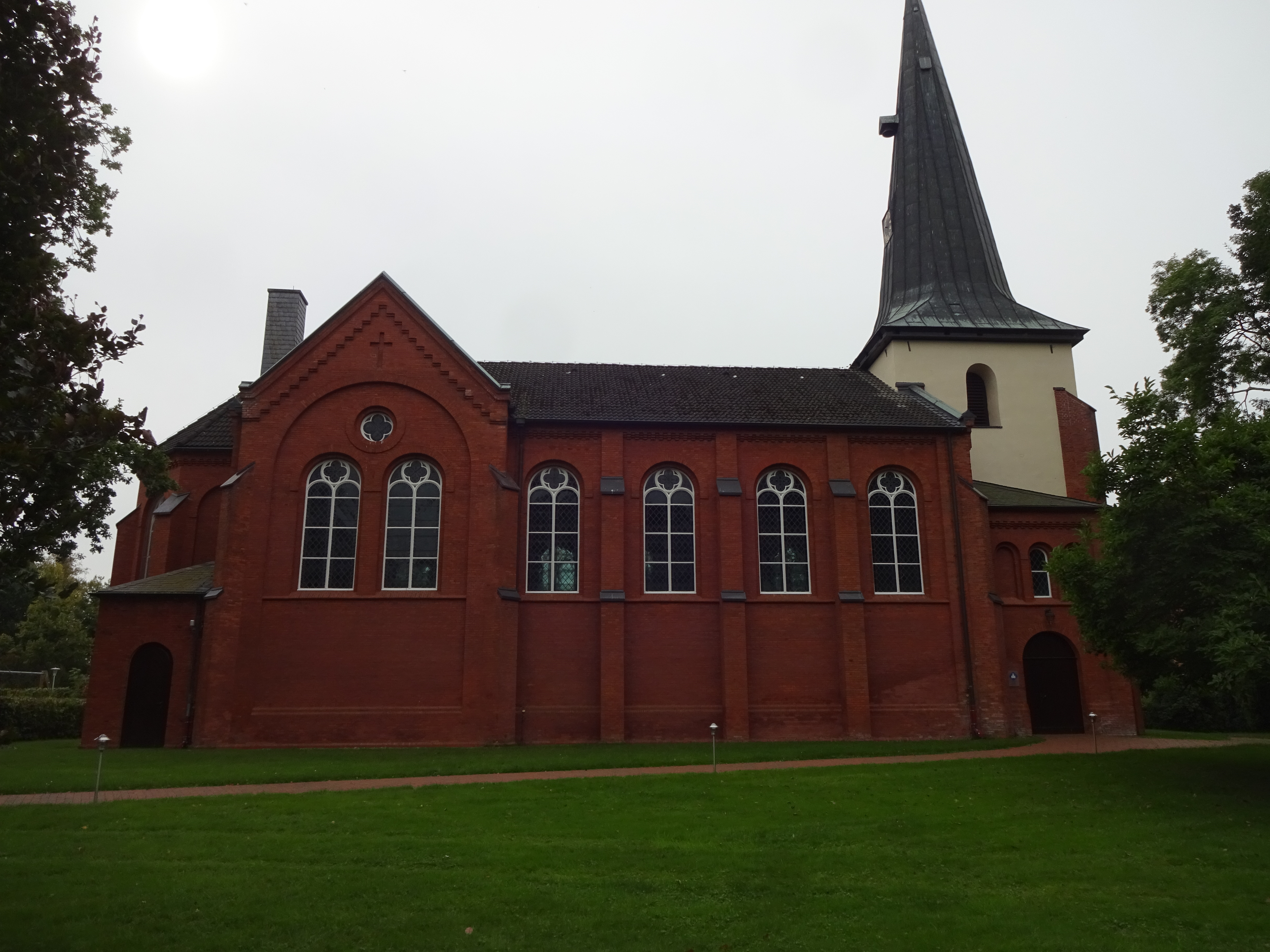
Evang.-lutherse St. Nicolaaskerk, Uthlede (1864)
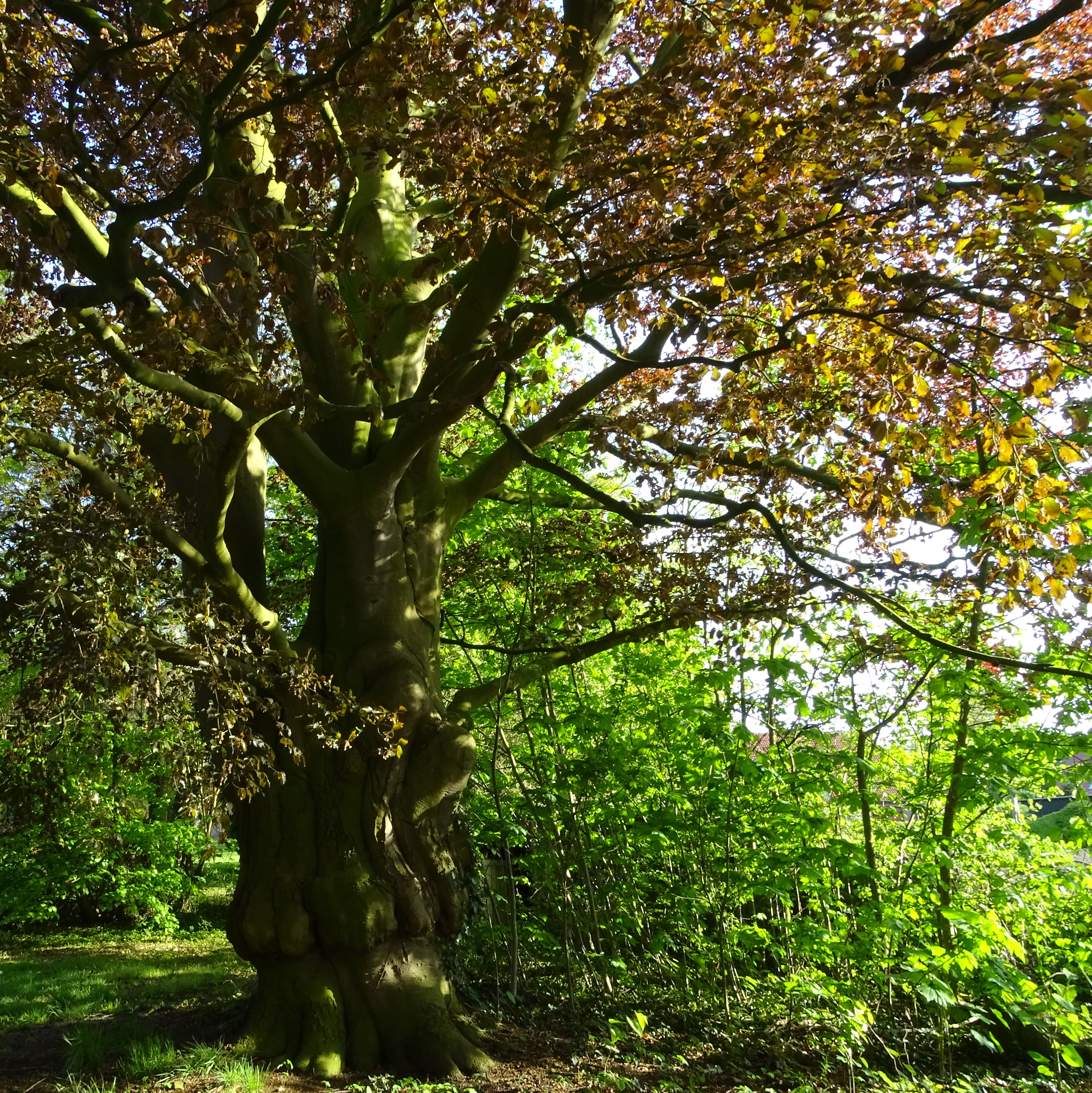
Monumentale beukenboom te Uthlede

- Gemeinsame Normdatei: 4841237-5
- Nationale Bibliotheek van Israël: 987009706146705171
- Virtual International Authority File: 240567389